# 南船塢站
南船塢站（英語：South Quay DLR station）是碼頭區輕便鐵路的一個車站，位於倫敦金絲雀碼頭。南船塢站位於倫敦第2收費區。南船塢輕鐵站開通於1987年。2004年，倫敦交通局宣布將暫時關閉本站進行重建。

## 外部連結
- South Quay station（页面存档备份，存于） on Docklands Light Railway's website